# Okręg Delvina
Okręg Delvina (alb. rrethi i Delvinës) – jeden z trzydziestu sześciu okręgów administracyjnych w Albanii; leży w południowej części kraju, w obwodzie Wlora. Liczy ok. 12 tys. osób (2008) i zajmuje powierzchnię 348 km². Jego stolicą jest Delvina.